# GSC3722-58-1
GSC3722-58-1 — хімічно пекулярна зоря спектрального класу F0, що має видиму зоряну величину в смузі V приблизно 11,0.